# Magdalena Ficowska-Łuszczek
Magdalena  Ficowska-Łuszczek (ur. 19 sierpnia 1954 roku w Warszawie) – polska pisarka i poetka, autorka wierszy i baśni dla dzieci, od 1991 roku członek  Związku Literatów Polskich.

## Życiorys
Debiutowała w 1977 roku na łamach tygodnika studenckiego "itd", publikowała wiersze w prasie literackiej, m.in. w „Kulturze”, „Literaturze”, „Odrze”, „Poezji” i „Nowym Wyrazie”. Od 1991 roku była autorką słuchowisk i miniatur poetyckich, opartych na motywach antycznych, dla Programu II. Polskiego Radia. W 1997 roku paryskie wydawnictwo „Temoins” zaliczyło ją w poczet czterdziestu czterech czołowych współczesnych poetów polskich. Jej wiersze opublikowano w wydanej we Francji „Antologii Poezji Polskiej 1975-1990” obok utworów Czesława Miłosza i Wisławy Szymborskiej. Jest córką malarki Wandy Ficowskiej i poety Jerzego Ficowskiego. Była żoną mistrza świata w biegach narciarskich Józefa Łuszczka, z którym ma syna Artura.

## Publikacje

### Tomiki poezji
- Serce się powtarza, Sądecka Oficyna Wydawnicza, Nowy Sącz 1984 Zam.398-84 R-18-1027
- Wzburzony sen, Wydawnictwo Literackie, Kraków 1987 ISBN 83-08-01887-4
- Nefertari – obłok pyłu na drodze, Wydawnictwo Miniatura, Kraków 1999 ISBN 83-7081-295-3
- Na podobieństwo swoje, Wydawnictwo MM, Warszawa 2000 ISBN 83-86728-01-9
- Urwisko, Wydawnictwo Miniatura, Kraków 2006 ISBN 83-7081-622-3
- Zaklinanie szczęścia, Wydawnictwo Miniatura, Kraków 2010 ISBN 978-83-7606-146-7
- Gniew Motyla, Wydawnictwo Miniatura, Kraków 2014 ISBN 978-83-7606-759-9
- Jak Feniks z popiołów, Wydawnictwo Miniatura, Kraków 2017 ISBN 978-83-8052-318-0
- Wiersze wybrane, Selected Poems, (wybrane wiersze w językach polskim i angielskim), Wydawnictwo Miniatura, Kraków 2017 ISBN 978-83-8052-190-2
- Rajski Ptak, Wydawnictwo Miniatura, Kraków 2018 ISBN 978-83-8052-383-8
- Wilki, Wydawnictwo Miniatura, Kraków 2019 ISBN 978-83-8052-451-4
- Anielica, Wydawnictwo Miniatura, Kraków 2019 ISBN 978-83-8052-480-4
- Gwiazda, Wydawnictwo Miniatura, Kraków 2019 ISBN 978-83-8052-504-7
- Boginii, Wydawnictwo Miniatura, Kraków 2020 ISBN 978-83-8052-532-0
- 1,5 Sekundy do Raju, Wydawnictwo Miniatura, Kraków 2021 ISBN 978-83-8052-553-5
- Na szczęście są chmury, Wydawnictwo Miniatura, Kraków 2021 ISBN 978-83-8052-587-0
- Przerwana Omerta, Wydawnictwo Poligraf, Brzezia Łąka 2022 ISBN 978-83-815-9793-7
- Zapadnia,  Wydawnictwo Poligraf, Brzezia Łąka 2022 ISBN 978-83-8159-792-0
- Anihilacja,  Wydawnictwo Poligraf, Brzezia Łąka 2023 ISBN 978-83-8308-135-9
- Motyl w sieci kłamstw,  Wydawnictwo Sowello, Rzeszów 2024 ISBN 978-83-67171-97-7
- Przeklęta w imię ojca,  Wydawnictwo Sowello, Rzeszów 2025 ISBN 978-83-68203-26-4

### Wiersze i baśnie dla dzieci
- Wielka wróżka – opowieści cygańskie, Wydawnictwo W. Marszałek, Toruń 1993 ISBN 83-85263-44-6
- Orzeszek – baśnie dla dzieci, Agencja Wydawnicza Egros, Warszawa 2000 ISBN 83-86268-39-5
- Opowieści Tatrzańskie – wiersze dla dzieci, Agencja Wydawnicza Egros, Warszawa 2003 ISBN 83-88185-17-9
- Powrót Wielkiej Wróżki – baśnie, Agencja Wydawnicza Egros, Warszawa 2005 ISBN 838818572-1

### Wiersze Magdaleny Ficowskiej-Łuszczek w antologiach
- 44 poetes polonais contemporains (1975-1990), Temoins, 1997
- Polscy pisarze współcześni 1939-1991, leksykon pod red. Lesława M. Bartelskiego, PWN, 1995
- Poezja polska. Antologia tysiąclecia, pod red. Aleksandra Nawrockiego, 2002
- Antologia nowej polskiej poezji Sofia - 2006 r., Bułgaria. Autor: Boris Dankow ISBN 954-07-2423-6, ISBN 978-954-07-2423-2, ISBN 954-91779-3-9, ISBN 978-954-91779-3-0